# سانسان هاسامي
سانسان هاسامي (بالفرنسية: Sansan Hassamy)‏ لاعب كرة قدم من بوركينا فاسو، ويلعب حاليًا لنادي طلائع الجيش في مركز المهاجم.